# Vincent Zhu Wei-Fang

Escudo de armas de Vincent Zhu Wei Fang

Vincent Zhu Wei-Fang (chino : 朱維芳}}; 10 de diciembre de 1927-7 de septiembre de 2016) fue un Obispo católico chino.
Fue ordenado sacerdote en 1954. Zhu Wei Fang ejerció el cargo de Obispo de la Diócesis de Yongjia, China desde el año 2010 hasta el año 2016.